# Večje Brdo
Večje Brdo je naselje v Občini Dobje.